# Gigaspermataceae
Famille
Les Gigaspermataceae forment une petite famille de champignons de l'ordre des Agaricales, qui contient le genre Gigasperma.